# Мортељано
Мортељано (итал. Mortegliano) је насеље у Италији у округу Удине, региону Фурланија-Јулијска крајина.
Према процени из 2011. у насељу је живело 3487 становника. Насеље се налази на надморској висини од 40 м.

## Становништво
Према резултатима пописа становништва 2011. у општини је живело 5.045 становника.
| 1936. | 1951. | 1961. | 1971. | 1981. | 1991. | 2001. | 2011. |
| ----- | ----- | ----- | ----- | ----- | ----- | ----- | ----- |
| 5.072 | 5.261 | 5.088 | 4.793 | 4.942 | 4.768 | 4.890 | 5.045 |